# Fortín Lugones
Fortín Lugones est une localité argentine située dans le département de Patiño, province de Formosa.

## Démographie
Elle compte 1 351 habitants (Indec, 2010), soit une augmentation de 35,1 % par rapport au précédent recensement qui comptait 1 000 habitants..

## Gastronomie
La gastronomie de l'endroit est très variée, avec des plats traditionnels comme l'empanada de charke (viande séchée), la sopa paraguaya (gâteau à base de farine de manioc), le chevreau rôti, et des desserts traditionnels comme la pastafrola, le dulces de mamón, le zapallo, les pastelitos de pâte feuilletée et les empanadillas. À tout cela s'ajoutent les chupines, les fritos et les empanadas de cocodrilo, idéaux pour accompagner l'Aloja (boisson alcoolisée à base de fruits de Chañar).